# Horní Brusnice
Horní Brusnice település Csehországban, Trutnovi járásban. Horní Brusnice Borek, Úhlejov, Pecka, Třebihošť, Dolní Brusnice, Borovnička és Mostek településekkel határos. Lakosainak száma 442 fő (2024. január 1.).

## Népesség
A település lakosságának változását az alábbi diagram mutatja:
| Lakosok száma | 1591 | 1518 | 1255 | 777  | 556  | 466  | 438  | 429  | 440  | 442  |
|               | 1869 | 1890 | 1921 | 1950 | 1980 | 2001 | 2017 | 2019 | 2022 | 2024 |